# Chāh-e Zīārat
Chāh-e Zīārat (persiska: چاه زیارت) är en ort i Iran.   Den ligger i provinsen Kerman, i den sydöstra delen av landet, 1 000 km sydost om huvudstaden Teheran. Chāh-e Zīārat ligger 668 meter över havet och antalet invånare är 496.
Terrängen runt Chāh-e Zīārat är platt åt sydost, men åt nordväst är den kuperad.Runt Chāh-e Zīārat är det glesbefolkat, med 8 invånare per kvadratkilometer. Närmaste större samhälle är Fāryāb, 16,1 km sydväst om Chāh-e Zīārat. Trakten runt Chāh-e Zīārat består till största delen av jordbruksmark.